# Tipula (Ramatipula) podana
Tipula (Ramatipula) podana is een tweevleugelige uit de familie langpootmuggen (Tipulidae). De soort komt voor in het Oriëntaals gebied.